# Лукин, Евгений Юрьевич
Евге́ний Ю́рьевич Луки́н (род. 5 марта 1950, Чкалов, РСФСР, СССР) — русский писатель-фантаст, филолог. Член Союза писателей. Один из представителей «четвёртой волны» русской фантастики. Критики относят Евгения Лукина к лидерам современной литературы.

## Биография
Мать — драматическая актриса; отец — заслуженный артист Туркменской ССР, несколько лет был главным режиссёром Ашхабадского русского драмтеатра. Евгений Лукин вспоминал: «Детство моё прошло за кулисами. Города так и мелькали: Оренбург, Тула, Псков, Вологда, Севастополь, Ашхабад… В творческом плане целиком обязан родителям, в основном отцу. Поначалу часто ловил себя на мысли, что скорее режиссирую, нежели пишу».
Образование филолога получил на историко-филологическом факультете Волгоградского пединститута, где познакомился и со своей будущей женой Любовью Белоножкиной. В 1972 году, окончив институт, они поженились. Непродолжительное время (1972—1973) работал учителем в сельской школе Камышинского района Волгоградской области. Далее служил в рядах Советской армии, под Ташкентом. После демобилизации вернулся с супругой в Волгоград, где в 1974 году у них родился сын Юрий. Как вспоминал Евгений Лукин, ему доводилось работать «монтировщиком сцены, резчиком холодного металла, фотографом, ответственным секретарём журнала, потом газеты…».
Совместно с женой начинает писать фантастические рассказы «в стол». В 1981 году повесть «Каникулы и фотограф» печатается в газете «Вечерний Волгоград». С тех пор Лукины регулярно публикуются в газетах, журналах и сборниках, среди которых «Знание — сила», «Вокруг света», «Советская фантастика» и другие. По большей части это повести и рассказы: «Сталь разящая», «Строительный», «Монумент», «Отдай мою посадочную ногу!», «Вторжение», «Разрешите доложить!» и др. Произведения Лукиных переводятся на чешский, болгарский и немецкий языки.
В 1990 году во Франции выходит их первая книга. В 1992 году соавторов принимают в Союз писателей СССР. Однако вскоре Любовь умирает. С 1993 года Евгений пишет один. Вспоминал: «Соавторство распалось за несколько лет до смерти Белки (студенческое, а затем и семейное прозвище Любови Лукиной). Видимо, она просто устала собирать истину по кусочкам и решила обрести её сразу и целиком — ушла в религию…» Первый его самостоятельный рассказ — «Словесники».
В дальнейшем Евгений Лукин переходит на крупную форму: «Зона справедливости», «Катали мы ваше солнце», «Алая аура протопарторга», «Разбойничья злая луна», «Чушь собачья». Также он издаёт стихи. Вышло несколько сборников: «Фарфоровая речь», «Чёртова сова» и др. Кроме того, записывает диски авторской песни и переводит зарубежную фантастику: Пирса Энтони и Барбару Хэмбли. Живёт в Волгограде, женат вторым браком на Надежде Лукиной.
Евгений Лукин входит в редакционный совет журнала «Шалтай-Болтай».

## Особенности творчества
В произведениях Лукина присутствует чаще всего минимальное фантастическое допущение, в них описывается современный мир и реально существующее общество — вне зависимости от того, где и когда формально происходит действие. Большинство критиков характеризуют творчество Лукина как «ироническую фантастику» и называют автора «фантастом-юмористом». Тем не менее ряд произведений Лукина, выдержанных в явно пародийном ключе и содержащих гротеск, трудно назвать юмористическими, так как в них содержится горькая сатира на реальность (романы «Катали мы ваше солнце», «Алая аура протопарторга», цикл новелл «Портрет кудесника в юности»). Так, «Портрет кудесника в юности» показывает быт современного провинциального городка настолько реалистично, что эти рассказы вряд ли можно отнести к фэнтези; они сочетают в себе комедийность и трагедийность; «Алая аура протопарторга» является политической сатирой в духе «Истории одного города» М. Е. Салтыкова-Щедрина, при этом художественные средства, используемые Лукиным для создания карикатурного образа «коммуно-патриотов» 1990-х годов, оригинальны и эффектны.
Лукин приобрёл репутацию фантаста, очень внимательного к стилистике текста, в наибольшей мере воздействующего на читателя средствами языка, а не логическими конструкциями, фантдопущениями и пр. Средствами языка он может сказать не меньше, чем сюжетными поворотами. Особенности творческого стиля Лукина — игры с лексикой и стилистикой, продуцирование неожиданных смыслов из уже имеющихся, в том числе конструирование новых слов, если этого требует логика повествования. В частности, один из художественных приёмов прозы Лукина заключается в том, что писатель извлекает из-под привычных, истёршихся значений какого-либо понятия всю семантическую стратиграфию, корни которой уходят в отдалённое прошлое.

## Сочинения
- Delirium tremens (Страсти по Николаю) — Награды: Фанкон (1997) — Евгений Лукин
- Катали мы ваше солнце — Награды: Интерпресскон (1999), Меч в камне (1999) — Евгений Лукин
- Зона справедливости — Награды: Бронзовая Улитка (1999), I место на фестивале «Звёздный мост» (1999) в номинации «За лучший роман» — Евгений Лукин
- Когда отступают ангелы (1990) — Любовь Лукина, Евгений Лукин
- Я — твой племянник, Родина! (стишки и песенки) — Евгений Лукин
- Петлистые времена (1993) — Любовь Лукина, Евгений Лукин
- Миссионеры (1990) — Любовь Лукина, Евгений Лукин
- Разбойничья злая луна (1997) — Евгений Лукин
- Гений кувалды (Работа по специальности) (1997) — Евгений Лукин
- Слепые поводыри (2000) — Евгений Лукин
- С нами бот (2009) — Евгений Лукин
- Приблудные (2011) — Евгений Лукин
- Андроиды срама не имут (2011) — Евгений Лукин

### Баклужинский цикл (Евгений Лукин)
- 01 Пятеро в лодке, не считая Седьмых
- 02 Там, за Ахероном
- 03 Портрет кудесника в юности
- 04 Секондхендж
- 05 Алая аура протопарторга
- 06 Чушь собачья
- 07 Звоночек
- 08 Бытиё наше дырчатое
- 09 Лечиться будем
- 10 По ту сторону
- 11 Идеалище поганое
- 12 Штрихи к портрету кудесника

Действие происходит в бывшей Сусловской области в альтернативной реальности, где за распадом Советского Союза последовал распад России и вымышленной Сусловской области, включавшей в себя в том числе города Лыцк, Баклужино, Суслово, Сызново. Действие цикла происходит в разные годы.

## «Отдай мою посадочную ногу!»
«Отдай мою посадочную ногу!» — короткометражный малобюджетный фильм по рассказу Любови и Евгения Лукиных, созданный на студии «Mosquito films» в 2006 году. Премьера 34-минутного фильма состоялась 5 января 2006 года на спутниковом телеканале СГУ-ТВ. Затем фильм был выпущен на DVD-приложении к мартовскому номеру журнала «Мир фантастики» и был продемонстрирован на «Росконе-2006».

### В ролях
- Сергей Палий — Петро
- Дмитрий Горшков — Лёха Черепанов
- Родион Котельников — Инопланетянин
- Алексей Альбинский — Местный житель

### Съёмочная группа
- Авторы сценария: Андрей Петров, Сергей Палий, Дмитрий Горшков
- Режиссёр: Андрей Петров
- Операторы: Алексей Альбинский, Александр Астафьев
- Звукооператор: Виктор Сеничкин
- Композитор: Андрей Белкин-ст., Искандер Белкин-мл., Александр Астафьев, Григорий Семёнов

## Дискография
Песни Евгения Лукина. Альбом «Дым отечества». Альбом записан 13 сентября 2000 года в студии «Music Master», Украина, г. Харьков.
Звукорежиссёр — Владимир Российский.
Ремастеринг: студия М-АРТ, С. Кондратьев, А. Девяткин.
Помощник звукорежиссёра — Владислав Алтухов.
Продюсеры — Дмитрий Громов и Олег Ладыженский (Г. Л. Олди).
Фото Д. Громова. Дизайн Глеба Киреева.
Слова, музыка — Евгений Лукин, 2000

### Песни Евгения Лукина
- Баллада об Арудже Барбароссе
- Капитан Пьер Легран
- Песенка о варягах
- Вальс по-кучургански
- Лирическая-пронзительная
- Шизофреническая
- Казачья раздумчивая
- «Городок» — песня о событиях приднестровского конфликта 1992 года. Была написана в 1992 году непосредственно после завершения военного противостояния в конфликте. За песню правительство Приднестровья объявило Евгения Лукина в 1993 году первым лауреатом Государственной премии ПМР в области литературы.

## Цитаты
Перу Евгения Лукина принадлежит эпиграмма (2008) на литературного критика Виктора Топорова, известного негативным отношением к современной российской фантастике:
Исключеньем в семье топоров

Предстаёт Виктуар Топоров

От других отличается он

Тем, что обух с обеих сторон

## Премии
- 1986 год:
  - «Великое Кольцо» в номинации «Лучшее непереводное произведение» («Не верь глазам своим», в соавторстве с Любовью Лукиной)
- 1990 год:
  - «Великое Кольцо» в номинации «Лучшее непереводное произведение» («Вторжение», в соавторстве с Любовью Лукиной)
- 1991 год:
  - «Великое Кольцо» в номинации «Лучшее непереводное произведение» («Разрешите доложить!», в соавторстве с Любовью Лукиной)
- 1992 год:
  - «Великое Кольцо» в номинации «Лучшее непереводное произведение» («Сталь разящая», в соавторстве с Любовью Лукиной)
- 1999 год:
  - «Звёздный мост» — I место в номинации «За лучший роман» (роман «Зона справедливости»)
  - Бронзовая улитка, I место в номинации «Крупная форма» (роман «Зона справедливости»)
  - «АБС-премия» в номинации «За лучшее художественное произведение» (роман «Зона справедливости»)
- 2000 год:
  - «Звёздный мост» — II место в номинации «За лучший роман» («Алая аура протопарторга»).
  - Премия «Золотой телёнок» «Литературной Газеты» («Клуба 12 стульев»).
- 2002 год:
  - Премия «Аэлита»
- 2004 год:
  - «Звёздный мост» — II место в номинации «Циклы, сериалы и романы с продолжением» («Портрет кудесника в юности»).
  - Интерпресскон (рассказ «Чушь собачья»)[10]
- 2005 год:
  - «АБС-премия» в номинации «За лучшее художественное произведение» (цикл рассказов «Портрет кудесника в юности»)
- 2008 год:
  - «Портал» в номинации «Средняя форма» (повесть «Бытие наше дырчатое»)
- 2009 год:
  - «Портал» в номинации «Средняя форма» (повесть «С нами бот»)
  - Лауреат премии «Человек года-2009» по версии «Царицынской Музы»[11]
- 2011 год:
  - Медаль ордена «За заслуги перед Отечеством» II степени за «заслуги в развитии отечественной культуры и искусства, многолетнюю плодотворную деятельность».[12][13]
- 2017 год
  - Интерпресскон (рассказ «На счёт три»)[14]
- 2020 год
  - РосКон, «Золотой РОСКОН» (1 место). Повесть, рассказ. «Хроноскрёб»[15]